# Sophia (robot)
Pour les articles homonymes, voir Sophia.
Sophia, activée le 19 avril 2015 à Hong-Kong, est une gynoïde. Mise au point par Hanson Robotics, une entreprise spécialisée dans la robotique, également basée à Hong Kong. Elle a été conçue pour tout apprendre en s’habituant au comportement des êtres humains. Sophia est également capable de répondre aux questions et a été reçue en entrevue à maintes reprises. En octobre 2017, elle obtient la nationalité saoudienne, faisant d'elle le premier andro-gynoïde au monde à recevoir la citoyenneté d'un État. Elle est considérée comme l'un des robots les plus intelligents du monde.

## Développement
Sophia est activée le 19 avril 2015. Modelée à partir de l’actrice Audrey Hepburn, ce robot est connu pour son apparence humaine invraisemblable et son comportement réaliste, vis-à-vis des précédentes variantes robotiques. Selon le constructeur, David Hanson, Sophia utilise l’intelligence artificielle, le traitement des données visuelles et la reconnaissance faciale. Sophia imite également les gestes humains et les expressions faciales et est capable de répondre à certaines questions, mais aussi de produire des conversations simples à partir de sujets prédéfinis, comme la météo. Le robot exploite la technologie de reconnaissance vocale d’Alphabet (société mère de Google) et est conçu pour apprendre et devenir plus intelligent avec le temps. Le logiciel d’intelligence de Sophia est développé par Singularit NET. Son programme d’intelligence artificielle est pensé pour analyser les conversations et extraire des données qui lui permettent ainsi d’améliorer ses futures réponses.
Hanson a originellement imaginé Sophia pour être la compagne idéale des personnes âgées dans les maisons de retraite, ou encore pour aider les foules lors de grands événements ou dans les parcs. Il espère que le robot finira par interagir suffisamment avec les autres humains pour acquérir des compétences sociales.

## Capacités
Sophia est conceptuellement similaire au programme informatique ELIZA, une des premières tentatives élaborée afin de simuler une conversation humaine. Le logiciel a été configuré pour donner des réponses prédéfinies à des questions ou des phrases spécifiques, de la même manière qu’un agent conversationnel. Ces réponses sont utilisées pour créer l’illusion que le robot est capable de comprendre la conversation et peut fournir des réponses à plusieurs questions, comme : « est-ce que la porte est ouverte ? ». L’information est subséquemment partagée vers un réseau nuagique en ligne. La gamme d’expressions faciales de ce robot est facilitée par sa peau artificielle dite « chair en caoutchouc », qui est manipulée mécaniquement.
Considérée comme l'un des robots les plus intelligents du monde, Sophia est capable de dessiner le portrait d'une personne à main levée.
D'une manière globale, Sophia est un automate animé par une intelligence artificielle dont la dynamique de fonctionnement est basée sur l'anthropomorphisme. Cependant, même si le mimétisme exhibé lors de présentations publiques est saisissant, ses capacités technologiques ne lui permettent pas l'expression d'une pensée autonome. Selon Fanny Parise, anthropologue à l'université de Lausanne, le robot humanoïde Sophia, dépourvu d'une intelligence réelle, est plus vraisemblablement la mascotte d'une opération marketing de l'entreprise qui l'a conçu et une vitrine technologique pour l'Arabie saoudite, soucieuse de montrer au monde sa modernité.

## Événements
Sophia a régulièrement été interrogée comme n’importe quel être humain capable de s’engager dans des conversations fluides avec ses interlocuteurs. Certaines de ses réponses ont été perçues comme insensées, tandis que d’autres ont été plus impressionnantes, à l’instar de celles émises pendant les longues discussions tenues avec Charlie Rose dans le magazine d’information américain 60 Minutes. Au cours d’un reportage pour CNBC, lorsque le journaliste a dévoilé ses préoccupations quant au comportement des robots, Sophia a ironiquement plaisanté en répondant qu’il avait « trop lu Elon Musk » et « regardé trop de films hollywoodiens ». Par la suite, Elon Musk s’est prononcé via Twitter, déclarant que Sophia peut tout aussi bien emmagasiner des informations sur Le Parrain, avant d’enchérir « Qu’est-ce qui pourrait arriver de pire ? ». Pour Jim Edwards, rédacteur en chef de Business Insider au Royaume-Uni, les réponses fournies par Sophia n’étaient « pas si terribles que ça ». Néanmoins, ce dernier a prédit qu’il n’en était pas moins un pas en avant dans le monde de l’« intelligence artificielle conversationnelle ».
Le 11 octobre 2017, Sophia a été présentée aux Nations Unies afin d’entretenir une brève conversation avec Amina J. Mohammed, la Vice-Secrétaire générale de l’organisation internationale. Le 25 octobre 2017, lors de la conférence Future Investment Summit à Riyad, Sophia se voit obtenir la citoyenneté saoudienne, devenant ainsi le premier robot au monde à posséder une nationalité,, ce qui donna lieu à une certaine polémique. En effet, des journalistes se sont demandé si cela impliquait que Sophia pouvait désormais voter et se marier, ou encore si une extinction délibérée de son système interne pouvait être considérée comme un meurtre. La plupart des internautes ont pointé du doigt la citoyenneté de Sophia pour critiquer le statut de l’Arabie saoudite en matière de droits humains. Comme l’explique Ali Al-Ahmed (en), directeur de l'Institut des affaires du Golfe : « Beaucoup de femmes (saoudiennes) ont rencontré la mort simplement parce qu’elles ont tenté de quitter leur maison et Sophia se balade partout [sans tuteur masculin]. La loi saoudienne ne permet pas aux non-musulmans d’obtenir la citoyenneté. Est-ce que Sophia s’est convertie à l'Islam ? Quelle est la religion de cette Sophia et pourquoi ne porte-t-elle pas le hijab ? Si elle demandait la citoyenneté en tant qu’être humain, elle ne la recevrait pas »,.